# Comissão fílmica
Uma comissão fílmica (ou film commission, em inglês) é uma organização, normalmente estatal ou paraestatal, que se dedica a atrair e incentivar a realização de produções audiovisuais no seu local de atuação.
Film Commissions têm dois objetivos fundamentais: atrair produções audiovisuais, e apoiar o trabalho de produtores de todos os formatos de conteúdo audiovisual (filmes, séries de televisão, documentários, publicidade, etc.) nas filmagens ou photoshoots em uma determinada localidade, realizando a interface entre os produtores e as instâncias governamentais e privadas da região.
A criação desses escritórios se dá pois a recepção de projetos audiovisuais traz múltiplos benefícios para as localidades que as acolhem, como o crescimento da atividade econômica, resultado dos gastos das produções com serviços locais variados – que favorece as empresas locais atuantes nos mais variados segmentos, como alimentação, transporte e hotelaria; o aumento das oportunidades de trabalho, devido ao aumento na demanda nestes mesmos variados segmentos; e, em um momento seguinte, o aumento da atividade turística, uma vez que a região ganha maior visibilidade ao ser mais vezes retratada em obras audiovisuais, atraindo mais visitantes e aumentando a procura por agências de viagens, operadoras de seguros e guias de turismo.
Além de autorizar o uso das locações para filmagens, as film commissions podem também oferecer incentivos para os produtores de conteúdo audiovisual, como programas de incentivo fiscal e ofertar bancos de dados de locações e profissionais locais disponíveis.